# Naomi Childers
Naomi Childers (Pottstown, (Pennsilvània), 15 de novembre de 1892– (Hollywood) (Califòrnia) 9 de maig de 1964) va ser una actriu de cinema mut. Dotada d’uns ulls d’un blau intens i de cabell daurat, se la va anomenar “la noia de rostre grec”. Va actuar durant uns anys a la Vitagraph i posteriorment a la Goldwyn Pictures i malgrat ser la protagonista a “Lord and Lady Algy” (1919) normalment va interpretar papers secundaris. Amb l’arribada del sonor només va participar en papers menors sense constar als crèdits.

## Biografia
Naomi Weston Childers va néixer a Pottstown el 1892. Segons el cens de l’any 1900 en aquell moment era adoptada per John i Nora Childers i posteriorment manifestà el seu orgull de tenir avantpassats britànics. Tota la seva joventut la passà a Saint Louis. De ben jove va manifestar inquietuds artístiques, va destacar com a jove intèrpret de piano, als 11 anys ja havia fet espectacles de recitació. També va actuar com a ballarina, i inicià una carrera com a actriu teatral infantil participant, per exemple en una versió d’Alicia en el país de les meravelles. El 1912 també participaria en obres com “Madame X”, “Ready Money” o “The Great Name”.
El 1913 va començar la seva carrera cinematogràfica a la Kalem amb la que va participar en la seva primera pel·lícula, "Panic Days in Wall Street" (1913). Poc després va passar a la Reliance per acabar sent contractada aquell mateix 1913 per la Vitagraph. Allà el paper més important que interpretà fou el d’una moderna Joana d’Arc a "Womanhood, the Glory of the Nation" (1917). El 1916 es va prometre amb el propietari de l'empresa de llaminadures Shraft però posteriorment es va anul·lar el compromís.
El 1917 abandona la Vitagraph i el 1919 actua per a la Metro en unes cinc pel·lícules abans de ser contractada per la Goldwyn Pictures. En aquesta productora serà la protagonista a “Lord and Lady Algy” (1919), "Earthbound" (1920) o "The Street Called Straight" (1920). 
L’agost de 1920 es va casar amb l'escriptor i guionista Luther Reed. Tot i que va anunciar la seva intenció de continuar treballant, a partir d’aquesta data apareixeria en els crèdits de no més de vuit pel·lícules. La parella es va divorciar el 1929 i tenien un fill. L’actriu va intentar tornar a actuar però l’arribada del sonor i el fet d’estar tants anys sense actuar va provocar que no trobés feina. Finalment, el cap de MGM, Louis B. Mayer, va conèixer que passava per una situació econòmica molt difícil i li va fer un contracte vitalici. Fins a la dècada de 1950 va participar interpretant rols menors i sense acreditar en múltiples pel·lícules. Va morir el 1964 a l'edat de 71 anys.

## Filmografia
Apart de les pel·lícules aquí mencionades, a partir dels anys trenta participà en moltes altres amb rols molt menors o d’extra sense sortir als títols de crèdit.
- Panic Days in Wall Street (1913)
- The American Princess (1913)
- The Hoodoo Pearls (1913)
- The Heart of an Actress (1913)
- Their Mutual Friend (1913)
- The Test (1913)
- The Golden Pathway (1913)
- Hearts of Women (1914)
- Iron and Steel (1914)
- The Portrait (1914)
- An Officer and a Gentleman (1914)
- The Price of Vanity (1914)
- The Crucible of Fate (1914)
- Mr. Barnes of New York (1914)
- The Spirit and the Clay (1914)
- David Garrick (1914)
- The Woes of a Waitress (1914)
- The Wrong Flat (1914)
- The Ageless Sex (1914)
- His Unknown Girl (1914)
- The Rose and the Thorn (1914)
- The Tangle (1914)
- On the Stroke of Five (1914)
- The Island of Regeneration (1915)
- Roselyn (1915)
- Philanthropic Tommy (1915)
- The Hand of God (1915)
- The Dust of Egypt (1915)
- Anselo Lee (1915)
- The Man Who Couldn't Beat God (1915)
- The Turn of the Road(1915)
- The Ruse (1916)
- The Man He Used to Be (1916)
- The Devil's Prize (1916)
- The Price of Fame (1916)
- The Writing on the Wall (1916)
- The Footlights of Fate (1916)
- Fathers of Men (1916)
- The Auction of Virtue (1917)
- Womanhood, the Glory of the Nation (1917)
- The Gay Lord Quex (1919)
- The Divorcee (1919)
- The World and Its Woman (1919)
- Human Desire (1919)
- Lord and Lady Algy (1919)
- Shadows of Suspicion (1919)
- After His Own Heart (1919)
- Blind Man's Eyes (1919)
- Earthbound (1920)
- Duds (1920)
- The Street Called Straight (1920)
- Courage (1921)
- Hold Your Horses (1921)
- Mr. Barnes of New York (1922)
- Success (1923)
- Restless Wives (1924)
- Virtuous Liars (1924)
- Trial Marriage (1929)
- White Heat (1934)